# Kyiv (chaîne de télévision)
Kyiv ou Kyiv24.news, également appelée Kyiv TV du 12 décembre 2012 au 19 août 2019, est une chaîne de télévision publique ukrainienne fondée en 1995 à Kiev,,,,.

## Présentateurs
- Ilona Dovhan
- Ioulia Bodnar
- Yevheniya Zolotoverkha
- Serhiy Smaltchouk
- Serhiy Odarenko
- Olessia Tourtchyn
- Slava Solomka
- Olessia Kobzar
- Taras Kobzar
- Anastasia Krasnitska
- Andriy Rudyi
- Maksym Prokopenko
- Andriy Djedjoula[6]

## Journalistes
- Iryna Nikolenko (journaliste internationale)
- Iryna Kouchnir (journaliste militaire)
- Viktoriia Kissilova (journaliste militaire)
- Bohdan Bourianenko (reporter sur le terrain)
- Sviatoslav Tromsa (reporter sur le terrain)